# 布拉索夫议会广场

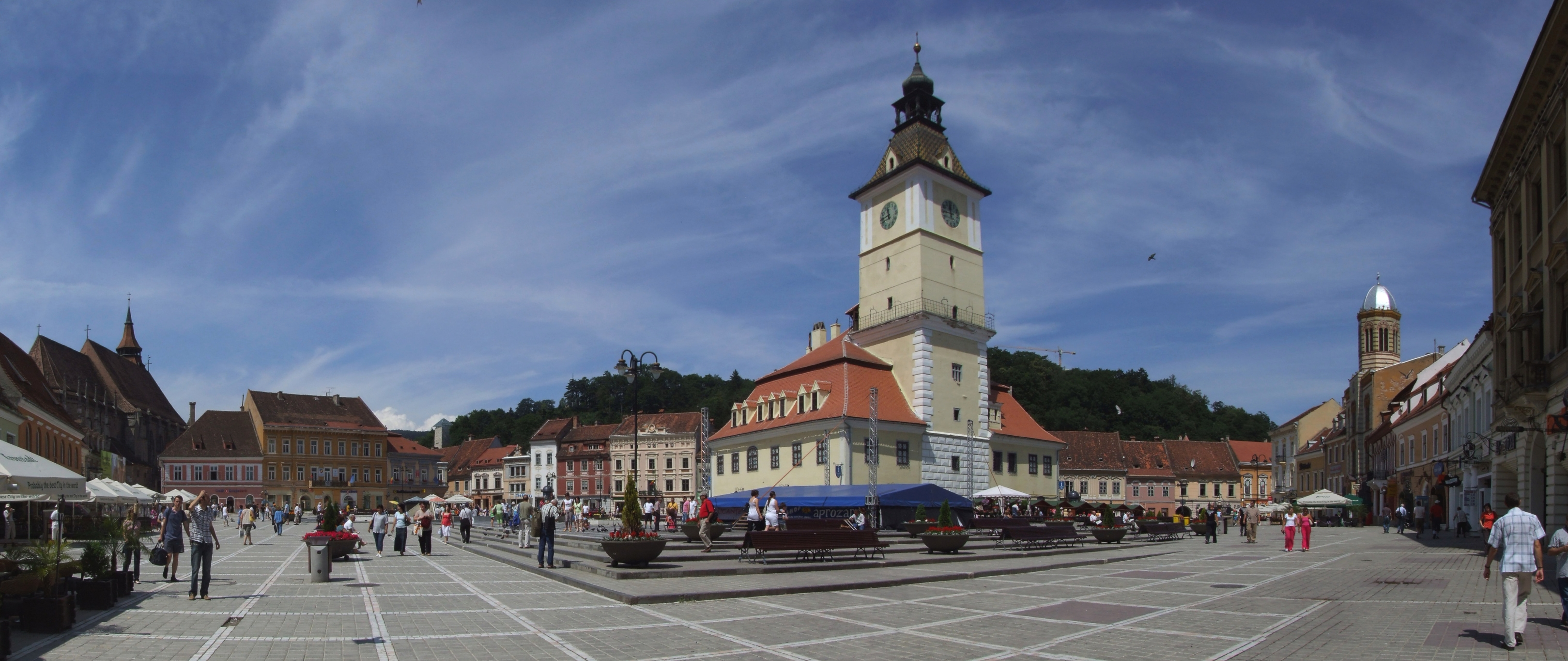
广场全景

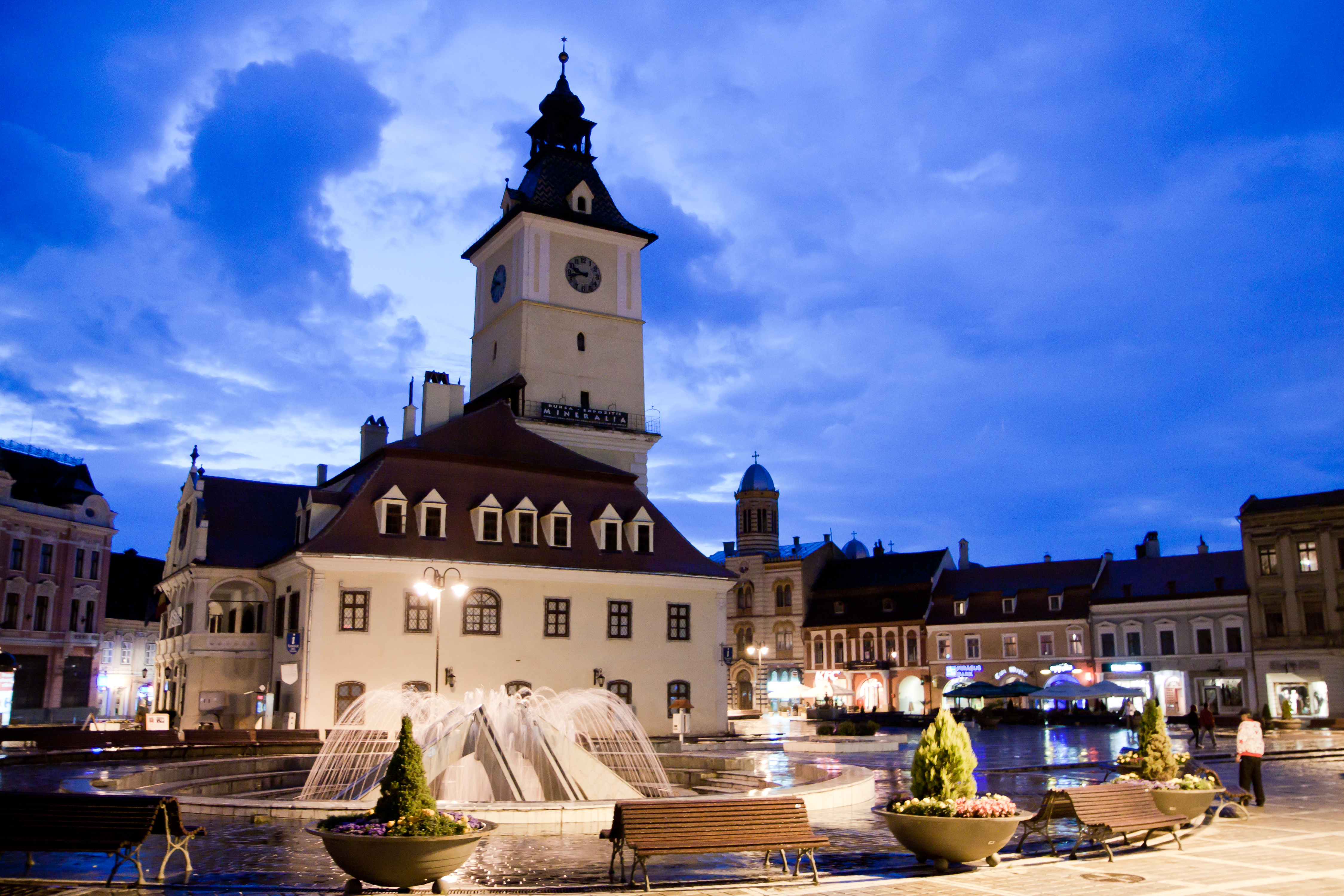
广场夜景

布拉索夫议会广场（罗马尼亚语：Piaţa Sfatului，德语：Markplatz）自1364年起就是国内和国外的客商一年一度举办市集的地点。广场周围的房屋述说着丰富的历史。在广场中间有一个颈手枷，曾用于当众羞辱，惩罚和蔑视。女巫曾在此受到惩罚，而反对奥地利军队进入布拉索夫的鞋匠公会负责人Stefan Stenert也于1688年在此被斩杀。直到1892年，在广场上有两口水井。广场上最重要的建筑是位于广场中间的市议会，兴建于1420年。
旧城区，包括黑教堂和议会广场，布满不同建筑风格的中世纪建筑物。在广场周围，有风景如画的步行街Republicii街，黑教堂，前市议会，室内和户外露台和餐馆，东正教大教堂，Mureşan府，希尔舍（Hirscher）府，细线街（Strada Sforii）等。坦帕山位于城市的南侧，有一个城堡称为Brassovia，今天仍然可以看到遗址，靠近织工塔和坦帕山顶的缆车站。 
当地传统认为，被哈默爾恩（德国）的花衣魔笛手誘至地下的儿童们曾出现在这个广场附近。